# Kelly Jones (cantante)
Kelly Jones (Cwmaman, 3 giugno 1974) è un cantante britannico, voce e frontman degli Stereophonics, gruppo rock alternativo gallese.

## Biografia
È originario di Cwmaman come gli altri membri fondatori degli Stereophonics, Stuart Cable e Richard Jones, di cui diviene amico da ragazzo e con cui forma una cover band. Sin dalla tenera età Kelly mostra un innato talento per la composizione. Dopo aver abbandonato l'idea di fare il pugile (malgrado i successi conquistati sul ring in ambito giovanile), frequenta il college, studia cinema e inizia a scrivere sceneggiature, alcune delle quali suscitano perfino l'interesse della BBC. Il gruppo musicale di cui è componente inizia ben presto a creare propri brani e Jones decide di usare la propria vena artistica in ambito musicale.
Nel gennaio 2005 al Millennium Stadium di Cardiff Jones suona sul palco del concerto benefico per le vittime dello tsunami indonesiano del dicembre 2004.
Il 2 luglio 2005 partecipa con la sua band, gli Stereophonics, al Live 8 ad Hyde Park, a Londra, di fronte a 250.000 persone.
Spinto dal notevole successo ottenuto dal gruppo, Kelly Jones incide nel 2007 il suo primo album da solista, Only the Names Have Been Changed, contenente dieci canzoni caratterizzate dalla formula voce e chitarra, ognuna con un nome femminile diverso come titolo, da cui il nome dell'album.
Nel 2023 pubblica l'album Far from Saints, realizzato in collaborazione con Patty Lynn e Dwight Baker della band statunitense The Wind and The Wave, che tenuto dei tour insieme agli Stereophonics.
Nel 2024 annuncia la pubblicazione del suo secondo album da solista, Inevitable Incredible, disponibile dal 3 maggio. Il disco viene anticipato dal singolo Inevitable Incredible, uscito nel febbraio 2024.

## Vita privata
Figlio di Beryl e Arwyn Jones, è il più piccolo di tre fratelli. Cresce nel villaggio di Cwmaman, trascorrendo l'infanzia con i genitori e i fratelli maggiori Kevin e Lee. I genitori lavoravano in fabbrica, ma il padre era anche allenatore della locale squadra di calcio giovanile e al canto. La sua band, Oscar and the Kingfishers, fece guadagnare ad Arwyn il soprannome di Oscar tra amici e familiari. Il padre si assicurò un contratto discografico con l'etichetta Polydor, che spinse perché modificasse il nome d'arte in Arwyn Davidson, data la diffusione del cognome Jones, anche nel mondo della musica. Malgrado la band condividesse l'agente con gli Hollies, avesse registrato più volte in studio e fatto da band spalla ad artisti quali Roy Orbison, il gruppo del padre di Jones non riuscì a ottenere successo commerciale e pubblicò solo alcuni singoli, tra cui una cover di Simple Man, brano di Graham Nash.
Durante la giovinezza Kelly si appassionò al pugilato grazie allo zio, arbitro di boxe, e gareggiò anche ad alto livello nel Galles del Sud. In seguitò praticò il calcio, giocando per la squadra della sua contea. Jones è noto per la passione per gli abiti vintage e possiede oltre venti giacche di pelle.
A quindici anni Jones conobbe la parrucchiera Emma Dunn, sua coetanea, con cui intrattenne una relazione sino all'età di 27 anni. Nel 2002 si recò presso l'abitazione dell'amico e fotografo della band Julian Castaldi e, sotto l'effetto di alcol, vi sfondò la porta di ingresso, sfasciò la finestra con un mattone e danneggiò le sue due automobili con un'impalcatura. Il motivo della violenza fu il corteggiamento di Castaldi nei confronti di Emma Dunn, quattro settimane dopo la fine della relazione di Kelly con Emma. Castaldi chiamò la polizia e Jones fu arrestato, ma non denunciato da Castaldi e se la cavò con una multa di 2000 sterline per danneggiamento. Jones dedicò all'episodio la canzone Rainbows and Pots of Gold, affermando: "Quello che ho fatto è completamente anormale, ma lui aveva torto".
Dopo la separazione con Dunn, Jones frequentò una progettista di interni, Rebecca Walters detta Becka. Nell'ottobre 2004 i due ebbero una figlia, Lolita Bootsy Jones. Nel gennaio 2007 nacque la secondogenita, Misty Jones. Rebecca e Kelly si separarono poco dopo. Kelly sposò poi la giornalista di MTV Jakki Healy, con cui convolò a nozze nel 2013 dopo aver avuto da lei la figlia Riley. La coppia è insieme dal 2008.

## Strumentazione

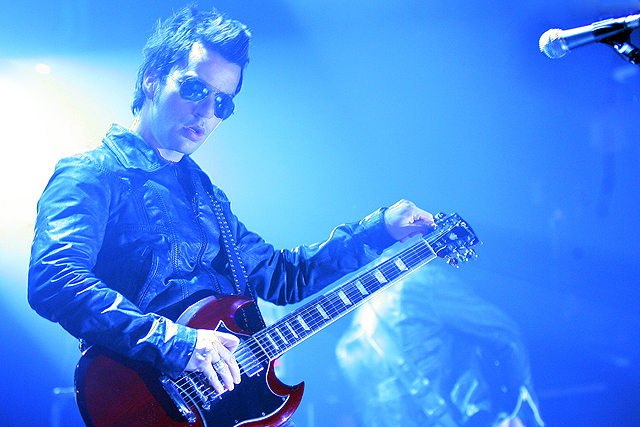
Kelly Jones con una Gibson SG durante un concerto del 24 luglio 2007

Jones utilizza amplificatori dal tipico sound britannico quali Matchless e Badcat, oltre al noto Vox AC30.
Negli assoli ricorre spesso al Dunlop CryBaby wah. Usa anche pedali Boss quali chorus, delay, flanger, phaser e vari pedali distorsori, anche se con il passare del tempo si è affidato sempre più ai footswitch dei suoi amplificatori, giostrando tra canale pulito e canale distorto. È solito utilizzare il Vox AC30 con il canale pulito e gli altri due amplificatori con il distorto.
La sua chitarra principale è la Gibson SG color ciliegia. Ricorre di frequente anche alla Gibson CS-336 e alla Fender Stratocaster. Altre chitarre usate da Jones sono la Fender Telecaster e la Fender Jaguar. Per i pezzi più rock usa le Gibson Les Paul Goldtop. La sua chitarra acustica di riferimento è la Gibson J-150.